# Brett Walsh
Brett James Walsh (* 19. Februar 1994 in Calgary) ist ein kanadischer Volleyballspieler. Er spielt auf der Position Zuspiel.

## Erfolge Verein
Belgischer Superpokal:
- 2018, 2019

Belgischer Pokal:
- 2019, 2020

Belgische Meisterschaft:
- 2019

## Erfolge Nationalmannschaft
Panamerikanischer Pokal:
- 2016

Weltliga:
- 2017

NORCECA-Meisterschaft:
- 2017, 2019